# Tashmetum
Tasmetu, Tashmit o Tashmetum era una dea delle suppliche nella mitologia accadica, babilonese e assira, moglie e sorella del dio della scrittura, della saggezza e della vegetazione Nabu.
Era nota come "signora che ascolta e che concede grazie" e, al tempo medesimo, come dea dell'amore. 
Veniva associata al segno astronomico del Capricorno.
Veniva venerata col consorte Nubu nel tempio della città di Borsippa, dove la si riteneva protettrice. 